# The Game Awards
I Game Awards sono una cerimonia dedicata alla premiazione dei migliori videogiochi usciti durante l'anno e suddivisi in diverse categorie; sono considerati l'equivalente degli Academy Awards per il cinema e dei Grammy Awards per la musica.
L'evento è ideato e condotto da Geoff Keighley, giornalista che in precedenza aveva già presentato gli Spike Video Game Awards.

## Edizioni
| #   | Data             | Città       | Videospettatori | Videogioco dell'anno                    | Dettagli |
| --- | ---------------- | ----------- | --------------- | --------------------------------------- | -------- |
| 12ª | 11 dicembre 2025 | Los Angeles |                 |                                         | Dettagli |
| 11ª | 12 dicembre 2024 | Los Angeles | 154.000.000     | Astro Bot                               | Dettagli |
| 10ª | 7 dicembre 2023  | Los Angeles | 118.000.000     | Baldur's Gate III                       | Dettagli |
| 9ª  | 8 dicembre 2022  | Los Angeles | 103.000.000     | Elden Ring                              | Dettagli |
| 8ª  | 9 dicembre 2021  | Los Angeles | 85.000.000      | It Takes Two                            | Dettagli |
| 7ª  | 10 dicembre 2020 | Online      | 83.000.000      | The Last of Us Part II                  | Dettagli |
| 6ª  | 12 dicembre 2019 | Los Angeles | 45.000.000      | Sekiro: Shadows Die Twice               | Dettagli |
| 5ª  | 6 dicembre 2018  | Los Angeles | 26.000.000      | God of War                              | Dettagli |
| 4ª  | 7 dicembre 2017  | Los Angeles | 12.000.000      | The Legend of Zelda: Breath of the Wild | Dettagli |
| 3ª  | 1º dicembre 2016 | Los Angeles | 4.000.000       | Overwatch                               | Dettagli |
| 2ª  | 3 dicembre 2015  | Los Angeles | 2.000.000       | The Witcher 3: Wild Hunt                | Dettagli |
| 1ª  | 5 dicembre 2014  | Las Vegas   | 2.000.000       | Dragon Age: Inquisition                 | Dettagli |

### 2024
L'edizione del 2024 si è svolta il 12 dicembre presso il Peacock Theater di Los Angeles (California).
| Premio                                | Vincitore                                             |
| ------------------------------------- | ----------------------------------------------------- |
| Gioco dell'anno                       | Astro Bot                                             |
| Miglior regia                         | Astro Bot                                             |
| Miglior narrativa                     | Metaphor: ReFantazio                                  |
| Miglior direzione artistica           | Metaphor: ReFantazio                                  |
| Miglior colonna sonora                | Final Fantasy VII Rebirth                             |
| Miglior design audio                  | Senua's Saga: Hellblade II                            |
| Miglior performance                   | Melina Juergens (Senua in Senua's Saga: Hellblade II) |
| Gioco di maggior impatto              | Neva                                                  |
| Miglior gioco indipendente            | Balatro                                               |
| Miglior gioco indie di debutto        | Balatro                                               |
| Miglior gioco in corso                | Helldivers II                                         |
| Miglior supporto della community      | Baldur's Gate III                                     |
| Miglior gioco mobile                  | Balatro                                               |
| Miglior gioco VR/AR                   | Batman: Arkham Shadow                                 |
| Miglior gioco d'azione                | Black Myth: Wukong                                    |
| Miglior gioco d'azione/avventura      | Astro Bot                                             |
| Miglior gioco di ruolo                | Metaphor: ReFantazio                                  |
| Miglior gioco di combattimento        | Tekken 8                                              |
| Miglior gioco per famiglie            | Astro Bot                                             |
| Miglior simulatore/gioco di strategia | Frostpunk 2                                           |
| Miglior gioco di sport/gare           | EA Sports FC 25                                       |
| Miglior gioco multiplayer             | Helldivers II                                         |
| Innovazione in accessibilità          | Prince of Persia: The Lost Crown                      |
| Miglior adattamento                   | Fallout                                               |
| Gioco più atteso                      | Grand Theft Auto VI                                   |
| Voce dei giocatori                    | Black Myth: Wukong                                    |
| Miglior gioco eSports                 | League of Legends                                     |
| Miglior atleta di eSport              | Lee Sang-Hyeok                                        |
| Miglior team eSport                   | T1                                                    |
| Content creator dell'anno             | CaseOh                                                |
| Cittadini del gaming globale          | Laura Carter                                          |
| Game Changer                          | Amir Satvat                                           |

### 2023
L'edizione del 2023 si è svolta il 7 dicembre presso il Peacock Theater di Los Angeles (California).
| Premio                          | Vincitore                                   |
| ------------------------------- | ------------------------------------------- |
| Gioco dell'anno                 | Baldur's Gate III                           |
| Miglior regia                   | Alan Wake II                                |
| Miglior narrativa               | Alan Wake II                                |
| Miglior direzione artistica     | Alan Wake II                                |
| Miglior colonna sonora          | Final Fantasy XVI                           |
| Miglior design audio            | Hi-Fi Rush                                  |
| Miglior performance             | Neil Newbon (Astarion in Baldur's Gate III) |
| Gioco di maggior impatto        | Tchia                                       |
| Miglior gioco continuativo      | Cyberpunk 2077                              |
| Miglior gioco indipendente      | Sea of Stars                                |
| Miglior gioco mobile            | Honkai: Star Rail                           |
| Miglior supporto alla community | Baldur's Gate III                           |
| Miglior gioco VR/AR             | Resident Evil Village: VR Mode              |
| Innovazione in accessibilità    | Forza Motorsport                            |
| Miglior gioco d'azione          | Armored Core VI: Fires of Rubicon           |
| Miglior action/adventure        | The Legend of Zelda: Tears of the Kingdom   |
| Miglior GDR                     | Baldur's Gate III                           |
| Miglior picchiaduro             | Street Fighter 6                            |
| Miglior gioco per famiglie      | Super Mario Bros. Wonder                    |
| Miglior gioco di guida/sportivo | Forza Motorsport                            |
| Miglior strategico              | Pikmin 4                                    |
| Miglior multiplayer             | Baldur's Gate III                           |
| Miglior Indie al debutto        | Cocoon                                      |
| Gioco più atteso                | Final Fantasy VII Rebirth                   |
| Miglior adattamento             | The Last of Us                              |
| Miglior gioco per i giocatori   | Baldur's Gate III                           |
| Gioco eSports dell'anno         | Valorant                                    |
| Giocatore eSports dell'anno     | Lee Sang-Hyeok                              |
| Team eSports dell'anno          | JD Gaming                                   |
| Miglior evento eSports          | League of Legends World Championships       |
| Coach eSports dell'anno         | Christibe Chi                               |
| Content creator dell'anno       | IronMouse                                   |

### 2022
L'edizione del 2022 si è svolta il 9 dicembre presso il Microsoft Theater di Los Angeles (California).
| Premio                          | Vincitore                                         |
| ------------------------------- | ------------------------------------------------- |
| Gioco dell'anno                 | Elden Ring                                        |
| Miglior regia                   | Elden Ring                                        |
| Miglior narrativa               | God of War Ragnarök                               |
| Miglior direzione artistica     | Elden Ring                                        |
| Miglior colonna sonora          | God of War Ragnarök                               |
| Miglior design audio            | God of War Ragnarök                               |
| Miglior performance             | Christopher Judge (Kratos in God of War Ragnarök) |
| Gioco di maggior impatto        | As Dusk Falls                                     |
| Miglior gioco continuativo      | Final Fantasy XIV                                 |
| Miglior gioco indipendente      | Stray                                             |
| Miglior gioco mobile            | Marvel Snap                                       |
| Miglior supporto alla community | Final Fantasy XIV                                 |
| Miglior gioco VR/AR             | Moss: Book II                                     |
| Innovazione in accessibilità    | God of War Ragnarök                               |
| Miglior gioco d'azione          | Bayonetta 3                                       |
| Miglior action/adventure        | God of War Ragnarök                               |
| Miglior GDR                     | Elden Ring                                        |
| Miglior picchiaduro             | MultiVersus                                       |
| Miglior gioco per famiglie      | Kirby e la terra perduta                          |
| Miglior gioco di guida/sportivo | Gran Turismo 7                                    |
| Miglior strategico              | Mario + Rabbids Sparks of Hope                    |
| Miglior multiplayer             | Splatoon 3                                        |
| Miglior Indie al debutto        | Stray                                             |
| Gioco più atteso                | The Legend of Zelda: Tears of the Kingdom         |
| Miglior adattamento             | Arcane                                            |
| Miglior gioco per i giocatori   | Genshin Impact                                    |
| Gioco eSports dell'anno         | Valorant                                          |
| Giocatore eSports dell'anno     | Jaccob Whiteaker                                  |
| Team eSports dell'anno          | Loud                                              |
| Miglior evento eSports          | League of Legends World Championships             |
| Coach eSports dell'anno         | Matheus Tarasconi                                 |
| Content creator dell'anno       | Ludwig Ahgren                                     |

### 2021
L'edizione del 2021 si è svolta il 9 dicembre presso il Microsoft Theater di Los Angeles (California).
| Premio                          | Vincitore                                                     |
| ------------------------------- | ------------------------------------------------------------- |
| Gioco dell'anno                 | It Takes Two                                                  |
| Miglior regia                   | Deathloop                                                     |
| Miglior narrativa               | Marvel's Guardians of the Galaxy                              |
| Miglior direzione artistica     | Deathloop                                                     |
| Miglior colonna sonora          | NieR Replicant ver.1.22474487139...                           |
| Miglior design audio            | Forza Horizon 5                                               |
| Miglior performance             | Maggie Robertson (Alcina Dimitrescu in Resident Evil Village) |
| Gioco di maggior impatto        | Life Is Strange: True Colors                                  |
| Miglior gioco continuativo      | Final Fantasy XIV                                             |
| Miglior gioco indipendente      | Kena: Bridge of Spirits                                       |
| Miglior gioco mobile            | Genshin Impact                                                |
| Miglior supporto alla community | Final Fantasy XIV                                             |
| Miglior gioco VR/AR             | Resident Evil 4                                               |
| Innovazione in accessibilità    | Forza Horizon 5                                               |
| Miglior gioco d'azione          | Returnal                                                      |
| Miglior action/adventure        | Metroid Dread                                                 |
| Miglior GDR                     | Tales of Arise                                                |
| Miglior picchiaduro             | Guilty Gear -STRIVE-                                          |
| Miglior gioco per famiglie      | It Takes Two                                                  |
| Miglior gioco di guida/sportivo | Forza Horizon 5                                               |
| Miglior strategico              | Age of Empires IV                                             |
| Miglior multiplayer             | It Takes Two                                                  |
| Miglior Indie al debutto        | Kena: Bridge of Spirits                                       |
| Gioco più atteso                | Elden Ring                                                    |
| Miglior gioco per i giocatori   | Halo Infinite                                                 |
| Gioco eSports dell'anno         | League of Legends                                             |
| Giocatore eSports dell'anno     | Oleksandr Kostyliev                                           |
| Team eSports dell'anno          | Natus Vincere                                                 |
| Miglior evento eSports          | League of Legends World Championships                         |
| Coach eSports dell'anno         | Kim Jeong-gyun                                                |
| Content creator dell'anno       | Dream                                                         |

### 2020
L'edizione del 2020 si è svolta il 10 dicembre tramite un evento online.
| Premio                                 | Vincitore                                      |
| -------------------------------------- | ---------------------------------------------- |
| Gioco dell'anno                        | The Last of Us Part II                         |
| Miglior regia                          | The Last of Us Part II                         |
| Miglior narrativa                      | The Last of Us Part II                         |
| Miglior direzione artistica            | Ghost of Tsushima                              |
| Miglior colonna sonora                 | Final Fantasy VII Remake                       |
| Miglior design audio                   | The Last of Us Parte II                        |
| Miglior performance                    | Laura Bailey (Abby in The Last of Us Parte II) |
| Gioco di maggior impatto               | Tell Me Why                                    |
| Miglior gioco continuativo             | No Man's Sky                                   |
| Miglior gioco indipendente             | Hades                                          |
| Miglior gioco mobile                   | Among Us                                       |
| Miglior gioco VR/AR                    | Half-Life: Alyx                                |
| Miglior gioco d'azione                 | Hades                                          |
| Miglior action/adventure               | The Last of Us Part II                         |
| Miglior GDR                            | Final Fantasy VII Remake                       |
| Miglior picchiaduro                    | Mortal Kombat 11                               |
| Miglior gioco per famiglie             | Animal Crossing: New Horizons                  |
| Miglior strategico/simulativo          | Microsoft Flight Simulator                     |
| Miglior gioco di guida/sportivo        | Tony Hawk’s Pro Skater 1+2                     |
| Miglior Indie al debutto               | Phasmophobia                                   |
| Miglior multiplayer                    | Among Us                                       |
| Miglior innovazione nell'accessibilità | The Last of Us Part II                         |
| Gioco eSports dell'anno                | League of Legends                              |
| Giocatore eSports dell'anno            | Heo Su                                         |
| Team eSports dell'anno                 | G2 eSports                                     |
| Miglior streamer                       | Valkyrae                                       |
| Miglior evento eSports                 | League of Legends World Championships          |
| Coach eSports dell'anno                | Danny Sorensen                                 |
| Ospite eSports 2020                    | Eefje Depoortere                               |

### 2019
L'edizione del 2019 si è svolta il 12 dicembre presso il Microsoft Theater di Los Angeles (California).
| Premio                          | Vincitore                                 |
| ------------------------------- | ----------------------------------------- |
| Gioco dell'anno                 | Sekiro: Shadows Die Twice                 |
| Miglior regia                   | Death Stranding                           |
| Miglior narrativa               | Disco Elysium                             |
| Miglior direzione artistica     | Control                                   |
| Miglior colonna sonora          | Death Stranding                           |
| Miglior design audio            | Call of Duty: Modern Warfare              |
| Miglior performance             | Mads Mikkelsen (Cliff in Death Stranding) |
| Gioco di maggior impatto        | Gris                                      |
| Miglior gioco continuativo      | Fortnite                                  |
| Miglior gioco indipendente      | Disco Elysium                             |
| Miglior gioco mobile            | Call of Duty: Mobile                      |
| Miglior gioco VR/AR             | Beat Saber                                |
| Miglior gioco d'azione          | Devil May Cry 5                           |
| Miglior action/adventure        | Sekiro: Shadows Die Twice                 |
| Miglior GDR                     | Disco Elysium                             |
| Miglior picchiaduro             | Super Smash Bros. Ultimate                |
| Miglior gioco per famiglie      | Luigi's Mansion 3                         |
| Miglior strategico              | Fire Emblem: Three Houses                 |
| Miglior gioco di guida/sportivo | Crash Team Racing Nitro-Fueled            |
| Miglior Indie al debutto        | ZA/UM                                     |
| Miglior multiplayer             | Apex Legends                              |
| Gioco eSports dell'anno         | League of Legends                         |
| Giocatore eSports dell'anno     | Kyle Giersdorf                            |
| Team eSports dell'anno          | G2 eSports                                |
| Miglior streamer                | Shroud                                    |
| Miglior evento eSports          | League of Legends World Championships     |
| Coach eSports dell'anno         | Danny Sorensen                            |
| Ospite eSports 2019             | Eefje Depoortere                          |

### 2018
L'edizione del 2018 si è svolta il 7 dicembre presso il Microsoft Theater di Los Angeles (California).
| Premio                          | Vincitore                                             |
| ------------------------------- | ----------------------------------------------------- |
| Gioco dell'anno                 | God of War                                            |
| Miglior regia                   | God of War                                            |
| Miglior narrativa               | Red Dead Redemption II                                |
| Miglior direzione artistica     | Return of the Obra Dinn                               |
| Miglior colonna sonora          | Red Dead Redemption II                                |
| Miglior design audio            | Red Dead Redemption II                                |
| Miglior performance             | Roger Clark (Arthur Morgan in Red Dead Redemption II) |
| Gioco di maggior impatto        | Celeste                                               |
| Miglior gioco continuativo      | Fortnite                                              |
| Miglior gioco indipendente      | Celeste                                               |
| Miglior gioco mobile            | Florence                                              |
| Miglior gioco VR/AR             | Astro Bot Rescue Mission                              |
| Miglior gioco d'azione          | Dead Cells                                            |
| Miglior action/adventure        | God of War                                            |
| Miglior GDR                     | Monster Hunter: World                                 |
| Miglior picchiaduro             | Dragon Ball FighterZ                                  |
| Miglior gioco per famiglie      | Overcooked 2                                          |
| Miglior strategico              | Into the Breach                                       |
| Miglior gioco di guida/sportivo | Forza Horizon 4                                       |
| Miglior gioco di studenti       | Combat 2018                                           |
| Miglior indie al debutto        | The Messenger                                         |
| Miglior multiplayer             | Fortnite                                              |
| Gioco eSports dell'anno         | Overwatch                                             |
| Giocatore eSports dell'anno     | Dominique McLean                                      |
| Team eSports dell'anno          | Cloud9                                                |
| Miglior streamer                | Ninja                                                 |
| Icona dell'industria            | Greg Thomas                                           |

### 2017
L'edizione del 2017 si è svolta il 7 dicembre presso il Microsoft Theater di Los Angeles (California).
| Premio                           | Vincitore                                               |
| -------------------------------- | ------------------------------------------------------- |
| Gioco dell'anno                  | The Legend of Zelda: Breath of the Wild                 |
| Miglior regia                    | The Legend of Zelda: Breath of the Wild                 |
| Miglior narrativa                | What Remains of Edith Finch                             |
| Miglior direzione artistica      | Cuphead                                                 |
| Miglior colonna sonora           | NieR: Automata                                          |
| Miglior performance              | Melina Juergens (Senua in Hellblade: Senua's Sacrifice) |
| Miglior design audio             | Hellblade: Senua's Sacrifice                            |
| Gioco di maggior impatto         | Hellblade: Senua's Sacrifice                            |
| Miglior gioco continuativo       | Overwatch                                               |
| Miglior gioco indipendente       | Cuphead                                                 |
| Miglior gioco mobile             | Monument Valley 2                                       |
| Miglior gioco portatile          | Metroid: Samus Returns                                  |
| Miglior gioco VR/AR              | Resident Evil 7: Biohazard                              |
| Miglior gioco d'azione           | Wolfenstein II: The New Colossus                        |
| Miglior action/adventure         | The Legend of Zelda: Breath of the Wild                 |
| Miglior GDR                      | Persona 5                                               |
| Miglior picchiaduro              | Injustice 2                                             |
| Miglior gioco per famiglie       | Super Mario Odyssey                                     |
| Miglior strategico               | Mario + Rabbids Kingdom Battle                          |
| Miglior gioco di guida/sportivo  | Forza Motorsport 7                                      |
| Student Game Award               | Level Squared                                           |
| Miglior indie al debutto         | Cuphead                                                 |
| Miglior multiplayer              | PlayerUnknown's Battlegrounds                           |
| Gioco più atteso                 | The Last of Us Part II                                  |
| Giocatore più di tendenza        | Dr. Disrespect                                          |
| Gioco eSports dell'anno          | Overwatch                                               |
| Giocatore eSports dell'anno      | Lee Sang-hyeok                                          |
| Team eSports dell'anno           | Cloud9                                                  |
| Gioco dell'anno secondo i cinesi | X3 HD                                                   |

### 2016
L'edizione del 2016 si è svolta il 1º dicembre presso il Microsoft Theater di Los Angeles (California).

### 2015
L'edizione del 2015 si è svolta il 3 dicembre presso il Microsoft Theater di Los Angeles (California).

### 2014
L'edizione del 2014 si è svolta il 5 dicembre presso l'Axis Auditorium di Las Vegas (Nevada).
| Premio                       | Vincitore                                                         |
| ---------------------------- | ----------------------------------------------------------------- |
| Gioco dell'anno              | Dragon Age: Inquisition                                           |
| Sviluppatore dell'anno       | Nintendo                                                          |
| Miglior gioco indipendente   | Shovel Knight                                                     |
| Miglior gioco mobile         | Hearthstone: Heroes of Warcraft                                   |
| Miglior narrativa            | Valiant Hearts: The Great War                                     |
| Miglior colonna sonora       | Destiny                                                           |
| Miglior performance          | Trey Parker (Eric Cartman in South Park: Il bastone della verità) |
| Games for Change             | Valiant Hearts: The Great War                                     |
| Miglior sparatutto           | Far Cry 4                                                         |
| Miglior avventura dinamica   | La Terra di Mezzo: L'ombra di Mordor                              |
| Miglior gioco di ruolo       | Dragon Age: Inquisition                                           |
| Miglior picchiaduro          | Super Smash Bros. for Nintendo 3DS e Wii U                        |
| Miglior gioco per famiglie   | Mario Kart 8                                                      |
| Miglior gioco sportivo/corse | Mario Kart 8                                                      |
| Miglior multiplayer          | Destiny                                                           |
| Miglior rimasterizzazione    | Grand Theft Auto V                                                |
| Gioco più atteso             | The Witcher 3: Wild Hunt                                          |
| Giocatore eSports dell'anno  | Matt Haag                                                         |
| Team eSports dell'anno       | Ninjas in Pyjamas                                                 |
| Giocatore più di tendenza    | John Bain                                                         |
| Miglior creazione dei fan    | Twitch Plays Pokémon                                              |
| Icona dell'industria         | Ken Williams                                                      |